# Lights (album d'Archive)
Pour les articles homonymes, voir Lights.
Albums de Archive
Unplugged
(2004) Live At The Zenith
(2007)
Lights est le sixième album studio du groupe anglais de musique alternative Archive sorti en 2006.

## Titres
| No  | Titre          | Auteur                                 | Durée |
| --- | -------------- | -------------------------------------- | ----- |
| 1.  | Sane           | Keeler / Berrier, Griffiths            | 4:26  |
| 2.  | Sit Back Down  | Keeler, Griffiths / Griffiths, Berrier | 6:36  |
| 3.  | Veins          | Keeler / Penney                        | 4:01  |
| 4.  | System         | Keeler / Berrier, Griffiths            | 4:01  |
| 5.  | Fold           | Keeler                                 | 4:38  |
| 6.  | Lights         | Keeler, Griffiths / Griffiths, Berrier | 18:28 |
| 7.  | I Will Fade    | Griffiths                              | 3:09  |
| 8.  | Headlights     | Keeler, Griffiths / Griffiths          | 3:32  |
| 9.  | Programmed     | Keeler / Penney, Griffiths             | 5:44  |
| 10. | Black          | Keeler / Penney                        | 2:50  |
| 11. | Taste Of Blood | Keeler / Berrier                       | 4:33  |

## Fiche technique
- Production : Archive
- Ingénieur du son : Pete Barraclough
- Mixage : Jérôme Devoise
- Mastering : Tim Young

## Musiciens additionnels
- Lee Pomeroy : basse, mellotron
- SMiley : batterie, percussions
- Steve Harris : guitare
- David Penney : guitare, chant
- Pete Barraclough : guitare
- Dom Brown : guitare
- Mike Hurcombe : guitare, composition
- Steve Watts : orgues
- Jane Hanna : cor
- Glen Gordon : trompette, direction des cuivres
- Adrian Northower : saxophone
- Phil Walton : saxophone
- Caroline Hall : trombone
- The Poppet : percussions additionnelles
- Pollard Berrier : chant
- Maria Q : chant
- Carl Holt : (guitare basse)

## Commentaires
- Quelques mois après la parution de Lights, Archive a sorti le supplément disponible uniquement en numérique Pieces B Sides avec trois nouveaux titres : Slowing, Hole et Pieces.
- Titre phare de l'album, Lights a été utilisé dans une publicité pour le site de rencontre Meetic.
- Une édition limitée CD + DVD était disponible à la sortie. Ce DVD contient All about Lights, un reportage sur l'enregistrement de l'album mais aussi le live du groupe au festival Rock & Rex au Grand Rex de Paris enregistré le 4 novembre 2005 contenant six titres : You Make Me Feel, Fuck U, Headspace, Numb, Again et Pulse.